# Боле (Китай)
Боле (також Боро-Тала, кит. спр. 博乐市, піньїнь: Bólè Shì, монг. Бортал, трансліт. Bole, Bortala) — прикордонне місто-повіт в китайській автономії Сіньцзян, адміністративний центр Боро-Тала-Монгольської автономної префектури. 

## Географія
Боле займає центральну частину префектури між горами Боро-Хоро на півдні і Джунгарським Алатау на півночі.

### Клімат
Місто знаходиться у зоні, котра характеризується кліматом пустель помірного поясу. Найтепліший місяць — липень із середньою температурою 27.53 °C. Найхолодніший місяць — січень, із середньою температурою -17.63 °С.
| Клімат Боле                  | Клімат Боле | Клімат Боле | Клімат Боле | Клімат Боле | Клімат Боле | Клімат Боле | Клімат Боле | Клімат Боле | Клімат Боле | Клімат Боле | Клімат Боле | Клімат Боле | Клімат Боле |
| Показник                     | Січ.        | Лют.        | Бер.        | Квіт.       | Трав.       | Черв.       | Лип.        | Серп.       | Вер.        | Жовт.       | Лист.       | Груд.       | Рік         |
| Абсолютний максимум, °C      | 4           | 4           | 24          | 30          | 33          | 36          | 39          | 38          | 32          | 28          | 19          | 5           | 39          |
| Середній максимум, °C        | −8,4        | −6,2        | 2,9         | 15,1        | 21,8        | 27,3        | 30,6        | 28,9        | 21,7        | 12,1        | 2,3         | −5,9        | 11,9        |
| Середня температура, °C      | −12,7       | −10,4       | −0,3        | 12,1        | 18,3        | 24,2        | 27,5        | 25,8        | 18,9        | 9,4         | −0,3        | −9,2        | 8,6         |
| Середній мінімум, °C         | −17,6       | −16         | −5,2        | 7,4         | 14,1        | 20,2        | 23,1        | 21,2        | 14,2        | 5,5         | −3,6        | −12,8       | 4,2         |
| Абсолютний мінімум, °C       | −35         | −32         | −29         | −12         | 4           | 9           | 16          | 10          | 1           | −6          | −19         | −32         | −35         |
| Норма опадів, мм             | 5.8         | 7.3         | 15.6        | 39.6        | 43.9        | 47.5        | 35.4        | 33.7        | 27.3        | 25.5        | 13.1        | 7.9         | 302.6       |
| Днів з опадами               | 1,6         | 2,4         | 3,3         | 8,1         | 7,4         | 12          | 10,8        | 8           | 5,7         | 4,3         | 2,8         | 2,1         | 68,5        |
| Вологість повітря, %         | 79.5        | 80.8        | 71.4        | 43.4        | 34          | 33.4        | 31.5        | 33.2        | 36.9        | 47.2        | 60.3        | 73.3        | 52          |
| ---------------------------- | ----------- | ----------- | ----------- | ----------- | ----------- | ----------- | ----------- | ----------- | ----------- | ----------- | ----------- | ----------- | ----------- |
| Джерело: Weather and Climate |             |             |             |             |             |             |             |             |             |             |             |             |             |